# Rhys Wakefield
Rhys Wakefield (Cairns, 20 novembre 1988) è un attore australiano.

## Carriera
Nel 2008 interpreta il ruolo da protagonista del personaggio Thomas nel film The Black Balloon e successivamente per il film Sanctum 3D del 2011 e per la sua rappresentazione di Lucas Holden nella soap opera Home and Away.

## Filmografia

### Cinema
- Bootmen, regia di Dein Perry (2000) - non accreditato
- The Black Balloon, regia di Elissa Down (2008)
- Broken Hill, regia di Dagen Merrill (2009)
- Sanctum, regia di Alister Grierson (2011)
- Nobody Walks, regia di Ry Russo-Young (2012)
- After the Dark, regia di John Huddles (2013)
- La notte del giudizio (The Purge), regia di James DeMonaco (2013)
- Plus One (+1), regia di Dennis Iliadis (2013)
- Un amore senza fine (Endless Love), regia di Shana Feste (2014)
- Echoes of War, regia di Kane Senes (2015)
- Paint It Black, regia di Amber Tamblyn (2016)
- Cardboard Boxer, regia di Knate Gwaltney (2016)
- You Get Me, regia di Brent Bonacorso (2017)
- American Pets, regia di Robert Logevall (2018)
- Berserk, regia di Rhys Wakefield (2019)
- Bliss, regia di Joe Begos (2019)

### Televisione
- Lasciate in pace i koala (Don't Blame the Koalas) - serie TV, episodio 1x13 (2002)
- Home and Away – soap opera, 363 puntate (2005-2008)
- House of Lies – serie TV, episodio 5x08 (2016)
- True Detective – serie TV, 5 episodi (2019)
- The First Lady – serie TV, 4 episodi (2022)

### Cortometraggi
- Clearing the Air, regia di Julian Shaw (2009)
- Scent, regia di Kain O'Keeffe (2011)
- A Man Walks Into a Bar, regia di Sophie Lowe e Rhys Wakefield (2013)

## Doppiatori italiani
Nelle versioni in italiano delle opere in cui ha recitato, Rhys Wakefield è stato doppiato da:
- Andrea Mete in Sanctum
- Alessio Puccio in After the Dark
- Marco Vivio in La notte del giudizio
- Enrico Chirico in Plus One
- Flavio Aquilone in Un amore senza fine
- Danny Francucci in You Get Me
- Gabriele Vender in The First Lady